# Lolo Hot Springs
Lolo Hot Springs è un unincorporated area degli Stati Uniti d'America, nello stato del Montana, nella Contea di Missoula. Conta circa 50 abitanti.
Lolo Hot Springs fa parte amministrativamente della città di Lolo ed è sede della Lolo National Forest. È anche un centro di ristoranti e alberghi.